# Той неймовірний день
Той неймовірний день (серб. Тај необичан дан) — науково-фантастичний роман сербського письменника Предрага Вукадиновича, для якого ця книга стала дебютною.
Роман поєднує в собі мотив часових поясів з другим пришестям Христа, використовуються космологічні та релігійні концепції. Опублікований у 2012 році як 65-а книга у видавництві «Еверест медиа».

## Сюжет
Планета дочекалася нового 2100 року. У Росії вчені розробили Проєкт Мілева — машину для подорожей в часі, названу на честь Мілеви Марич. Один з талановитих московських злочинців таємно проникає в будівлю та викрадає машину. Він планує вирушити у 3000 рік, але далі події відбуваються не за планом... І замість 3000 року він опиняється в першому столітті нашої ери, в Святій землі, й стає не лише частиною подій невідомих років життя Ісуса, але й частиною Другого пришестя та Кінця світу.

## Відгуки критиків
Критик белградського Блица Слободан Івков оцінює роман як "більш ніж цікавий", й зазаначає, що «документальні артефакти, безсумнівно, збагачують це досягнення».
Письменник і критик Зоран Стефанович підкреслив, що сполучення сучасної фізики та православної есхатології є новинкою в сербській поп-культурі, і особливо в прозаїчній фантастиці. Він також схвально оцінив ритм та темп роману.